# DNA JAPAN
DNA JAPAN株式会社（ディーエヌエージャパン、DNA JAPAN, Inc.）とは、東京都小金井市に本社を置くDNA解析、DNA（遺伝子）解析研究機関である。
フィリピン・マニラ、提携先がある。
所属学会：日本法科学技術学会、日本DNA多型学会など。

## 概要
DNA型鑑定とは、デオキシリボ核酸 (DNA) の多型部位を検査解析をすることで、個人を識別するために行う鑑定である。犯罪捜査や、親子関係など血縁の鑑定に利用される。また、作物や家畜の品種鑑定にも応用されている。さらに最近では、DNAから血液型を識別することが可能となった。
DNA JAPANでは、その技術を生かし個人識別、DNA親子鑑定/兄弟鑑定などの血縁鑑定、妊娠中DNA親子鑑定、能力・感性検査、美肌検査、ダイエット対策検査などの遺伝子検査を、裁判所、警察、弁護士及び企業、個人向けにサービスを行っている。
DNA検査の分析・解析・鑑定を国内の小金井市にある研究所で行っている、国内の解析検査機関である。
DNA JAPANは、法科学鑑定研究所からDNA部門が独立した会社である。

## 事業内容
- DNA型鑑定 ：血縁鑑定・血液型遺伝子検査[10]・血痕検査・精液検査・iGENO [11]など

- iGENO[12] : 能力・感性検査[7]、美肌検査[8]、ダイエット対策検査[9] の検査を展開している
- 研究：新規遺伝子検査研究